# Universidad San Gregorio de Portoviejo
La Universidad San Gregorio de Portoviejo (USGP) es una universidad privada ecuatoriana ubicada en la ciudad de Portoviejo, Manabí. Se creó el 14 de diciembre del 2000 como una institución educativa empeñada en brindar educación para el desarrollo de la cultura, la ciencia, entre otros ámbitos en la región.

## Historia
La Universidad San Gregorio de Portoviejo, ubicada en la ciudad de Portoviejo en la provincia de Manabí, fue creada mediante Decreto Legislativo # 2000-33, del 14 de diciembre de 2000, sobre la estructura de la Universidad Laica Vicente Rocafuerte de Guayaquil, extensión Portoviejo, que empezó a funcionar desde el 20 de mayo de 1968.

### Acreditación
En el 2012, debido a la puntuación obtenida ante una prueba evaluatoria dispuesta por el Mandato Constituyente Nº 14, la universidad fue acreditada para continuar con sus labores de forma temporal en la categoría D, esto lo dio a conocer el CEAACES (Consejo de Evaluación, Acreditación y Aseguramiento de la Calidad de la Educación Superior) en un informe expuesto el 12 de abril de 2012.
En noviembre de 2013, luego de una nueva evaluación se ubicó en la categoría "C". El 8 de julio de 2014 Gulnara Borja, consejera del Consejo de Evaluación, Acreditación y Aseguramiento de la Calidad de la Educación Superior (CEAACES), entregó el documento certificando su acreditación en el sistema universitario del Ecuador a la rectora Ximena Guillén Vivas.

## Administración
Las autoridades actuales de la Universidad San Gregorio de Portoviejo son:
| Canciller                      | Rector                         | Vicerrector Académico             |
| ------------------------------ | ------------------------------ | --------------------------------- |
| Dra. Ximena Guillén Vivas PhD. | Dr. Jaime Alarcón Zambrano PhD | Dra. Katty Johana Loor Ávila PhD. |

| Directora general Académica | Director general de Desarrollo Institucional | Director general Administrativo Financiero |
| --------------------------- | -------------------------------------------- | ------------------------------------------ |
| Dra. Lyla Alarcón Ramírez   |                                              | Ing. Sonia Aurelia Pérez                   |

## Carreras y áreas complementarias

### Carreras profesionales[15]
Área Académica de Salud
- Medicina
- Enfermería
- Odontología
- Nutrición y dietética
- Fisioterapia
- Fonoaudiología
- Psicología

Área Académica Social
- Derecho
- Comunicación
- Artes Escénicas
- Seguridad Ciudadana
- Educación Inicial

Área Académica Técnica
- Arquitectura
- Diseño gráfico
- Gestión de Riesgos y Desastres
- Sistemas Biométricos
- Ingeniería Civil

Área Académica Empresarial
- Administración de Empresas
- Negocios digitales
- Economía
- Contabilidad y Auditoría

Tecnologías
- Tecnología Superior en Estética Integral[16]
- Tecnología Superior Topografía
- Tecnología Superior Comunicación Digital
- Tecnología Superior Diseño Multimedia
- Tecnología Superior Desarrollo de Aplicaciones Web
- Tecnología Superior Contabilidad
- Tecnología Superior En Marketing Digital y Negocios

Postgrados y Maestrías
- Maestría en Docencia en Ciencias de la Salud
- Maestría en Seguridad y Salud Ocupacional
- Maestría en Psicooncología
- Especialidad en Odontopediatría
- Especialidad en Operatoria Dental y Estética
- Especialidad en Ortodoncia
- Maestría en Derecho Constitucional
- Maestría en Derecho Penal
- Maestría en Derecho Procesal y Litigación Oral
- Maestría en Educación mención Educación y Creatividad
- Maestría en Comunicación mención Comunicación Digital
- Maestría en Gestión del Patrimonio Cultural
- Maestría en Arquitectura mención en Proyectos Arquitectónicos y Urbanos
- Maestría en Ordenación del Territorio
- Maestría en Administración de Empresas
- Maestría en Contabilidad y Auditoría
- Maestría en Finanzas mención Dirección Financiera
- Maestría en Administración en E-commerce
- Maestría en Prevención y Gestión de Riesgos con mención en Variabilidad Climática y Resiliencia Territorial
- Maestría en Administración Pública
- Maestría en Gestión Marítima Portuaria

### Áreas complementarias
- Centro de Idiomas
- CTT San Gregorio

## Servicios de investigación

### Biblioteca General Lcdo. Ángel Loor Giler
Fundada en el año 2005, junto con la inauguración de la primera edificación de la universidad, era dirigido inicialmente por Betty Pincay Dueñas. Desde el 1 de octubre de 2009, fue dirigido por Horacio Mendoza Párraga. Desde enero de 2011  su director es Ángel Loor Giler.

### Centro de Referencia y Biblioteca Digital (CRBD)
Se creó en marzo de 2010,como departamento independiente, en convenio con la Fundación Cuba-Audiovisual y con el patrocinio de la Unión Europea bajo la dirección del Ing.Alberto Paz Fabregas, Presidente de dicha Fundación. Posee un gran fondo de materiales con licencia Creative Commons, así como de materiales de difusión gratuita de instituciones y ministerios reconocidos de diferentes países. Posee el mayor banco bibliográfico universitario de Manabí.
Principales logros del CRBD:
Ser la primera biblioteca 100 % digital y accesible para personas con cualquier discapacidad de Latinoamérica. Crear las primeras Bibliotecas Digitales en formato DVD de la nación ecuatoriana, patentar e inscribir 110 programas informáticos, tipo TIC´s educativas, para los estudiantes de la USGP. Establecer y masificar un proyecto educativo-cultural llamado “Bibliotecas Digitales para Manabí” que hasta la fecha ha beneficiado a más de 25 000 estudiantes y 3500 docentes.La labor altruista del Ing. Paz ha sido merecedora del reconocimiento del Ministerio de Educación, el Consejo Nacional para la Igualdad de Discapacidades la Secretaría Técnica de Discapacidades y de Rectores de instituciones educativas.

### Centro de transferencia de tecnologías y educación continua
Se basa en el fortalecimiento de las capacidades metodológicas de los profesores investigadores, para elevar el perfil de los procesos de investigación en todas las áreas de conocimiento y en todas las carreras de la universidad.

## Servicios comunitarios

### Conservatorio de Música "Prof. Constantino Mendoza Moreira"
Se creó en julio de 2001, a través de un convenio con la Fundación “Constantino Mendoza Moreira” y con la participación de varios profesionales vinculados al quehacer artístico y musical de la ciudad de Portoviejo. En el año 2005, el H. Consejo Universitario aprobó la dependencia educativa, como Conservatorio de Música de la Universidad San Gregorio de Portoviejo, y denunciada al CONESUP como un servicio o medio de vinculación con la comunidad, con nuevos enfoques educativos y de organización.

### Consultorio Jurídico
Es un departamento jurídico comunitario adscrito a la Carrera de Derecho de la Universidad San Gregorio de Portoviejo, aprobado con la ley 2000-33 y publicado el 21 de diciembre de 2000 en el Registro Oficial 229. Ofrece a la comunidad asesoramiento legal de forma gratuita.

### Clínica Odontológica
La primera clínica odontológica de la Universidad San Gregorio de Portoviejo fue inaugurada el 23 de septiembre de 2002, comenzando a funcionar en la antigua escuela "Arco Iris" de la ciudad de Portoviejo. La segunda clínica odontológica se inauguró en la entrada al "Colegio 12 de Marzo" completa y exclusiva para los estudiantes a partir del sexto semestre. El 15 de septiembre de 2006 se inauguraron las áreas para práctica odontológica, ubicadas en el edificio #1 del nuevo campus de la universidad. El 14 de mayo de 2010, se inauguró un quirófano y un área de radiología.

### San Gregorio Radio
Fue puesta al aire el 10 de enero de 2002, es el órgano informativo comunitario de la universidad para los manabitas. Emite su señal en la frecuencia 106.1 FM desde el campus universitario en Portoviejo.

## Evento institucional

### Expocomunicarte
Es un evento técnico y científico, donde se exhiben proyectos realizados por los estudiantes de todas las carreras de la universidad. Se inició en las aulas de la Escuela de Periodismo, en marzo de 2004 cuando un grupo de maestros con Ángel Loor Giler a la cabeza como decano de la Facultad de Comunicación, surgió la idea de organizar la Exposición a nivel de Facultad, pero abierta a la universidad y colectividad.
El 19 de agosto de 2004 se inauguró el primer evento con los estudiantes de las Escuelas de Diseño y Periodismo. En el año 2005, tuvo lugar la segunda exposición del evento desarrollado los días 9 y 10 de marzo del mismo año. Su tercera edición se realizó el 9 de diciembre de 2005 en el parque Vicente Amador Flor, aquí la Facultad de Comunicación decidió el evento se organice los primeros días de diciembre, mes en que se creó la universidad. En el año 2006 el evento se desarrolló en la Casa de la Cultura extensión Manabí y se contó por primera vez con la participación de otras carreras de la universidad. En el año 2008, el H. Consejo Universitario resolvió institucionalizar la Expocomunicarte como evento de apertura de aniversario de creación de la universidad.